# Sayana Tsyrempilova
Sayana Galsanovna Tsyrempilova (en ruso: Саяна Галсановна Цыремпилова; Chitá, 16 de mayo de 1993) es una deportista rusa que compitió en tiro con arco, en la modalidad de arco recurvo.
Ganó una medalla de plata en el Campeonato Mundial de Tiro con Arco en Sala de 2018 y dos medallas de oro en el Campeonato Europeo de Tiro con Arco en Sala de 2019.

## Palmarés internacional
| Campeonato Mundial en Sala | Campeonato Mundial en Sala | Campeonato Mundial en Sala | Campeonato Mundial en Sala |
| Año                        | Lugar                      | Medalla                    | Prueba                     |
| -------------------------- | -------------------------- | -------------------------- | -------------------------- |
| 2018                       | Yankton (Estados Unidos)   | Medalla de plata           | Equipo                     |
| Campeonato Europeo en Sala |                            |                            |                            |
| Año                        | Lugar                      | Medalla                    | Prueba                     |
| 2019                       | Samsun (Turquía)           | Medalla de oro             | Individual                 |
| 2019                       | Samsun (Turquía)           | Medalla de oro             | Equipo                     |